# Remigiomontanus
Remigiomontanus — вимерлий рід нессавцевих синапсидів, що належить до Edaphosauridae. Типовим видом є R. robustus.